# Manuel Uribe
Manuel Uribe (11. června 1965 – 26. května 2014) byl muž, žijící v Monterrey, Nuevo León v Mexiku, a jeden z nejtěžších lidí v medicínské historii. Uribe byl od roku 2001 upoután na lůžko. Kvůli své extrémní váze (597 kg) se dostal do Guinnessovy knihy rekordů. Informace z února 2012 uváděla ztrátu váhy přes 200 kilogramů. Zemřel ve svém rodném městě Monterrey s váhou 394 kilogramů.
Zemřel v důsledku zástavy srdce 26. května 2014.